# Sciapus turbidus
Sciapus turbidus är en tvåvingeart som beskrevs av Becker 1922. Sciapus turbidus ingår i släktet Sciapus och familjen styltflugor. Inga underarter finns listade i Catalogue of Life.